# Sonia Topalián
Sonia Topalián fue una tenista argentina que estuvo entre las mejores diez de su país entre 1941 y 1945 inclusive, así como también en 1950.Su mejor posición fue cuarta en 1950.
Fue entrenada por el escritor Adolfo Bioy Casares, un gran aficionado al tenis.
Fue finalista en tres oportunidades del Campeonato del Río de la Plata en dobles de damas y ganó dos de esas finales:
- En 1948, junto a Felisa Piédrola derrotaron a María Terán de Weiss y Marga Trede de Fitting por 6-2 y 6-1.
- En 1950, junto a Felisa Piédrola perdieron ante Elena Lehmann y Gertrude de Easton por 6-4, 3-6 y 7-5.
- En 1952, junto a Felisa Piédrola derrotaron a Ana Mercedes Obarrio y Viola Livetti por 6-1, 4-6 y 6-4.